# Paul Rudd
Paul Stephen Rudd, född 6 april 1969 i Passaic, New Jersey, är en amerikansk skådespelare.
Rudd är känd för att spela huvudrollen Scott Lang i Ant-man, han är även känd bland annat för rollen som Mike Hannigan i TV-serien Vänner. Han har också gjort flera filmer med Judd Apatow: The 40 Year-Old Virgin, Anchorman och På smällen. 
Rudd är sedan 2003 gift med Julie Yaeger, med vilken han har två barn.

## Filmografi (i urval)
- 1994 – Wild Oats (TV-serie)
- 1995 – Clueless
- 1995 – Halloween: The Curse of Michael Myers
- 1996 – The Size of Watermelons
- 1996 – Romeo & Julia
- 1997 – The Locusts
- 1998 – Mannen i mitt liv
- 1999 – 200 Cigarettes
- 1999 – Ciderhusreglerna
- 2000 – Gen-Y Cops
- 2001 – Reaching Normal
- 2001 – The Château
- 2001 – Wet Hot American Summer
- 2003 – Förvandlingen
- 2003 – Two Days
- 2003–2004 – Vänner (TV-serie)
- 2004 – P.S.
- 2004 – Anchorman
- 2005 – Tennis, Anyone...?
- 2005 – The Baxter
- 2005 – The 40 Year-Old Virgin
- 2006 – The OH in Ohio
- 2006 – Diggers
- 2006 – The Ex
- 2006 – Natt på museet
- 2007 – Hårda bud
- 2007 – Reno 911!: Miami
- 2007 – På smällen
- 2007 – I Could Never Be Your Woman
- 2007 – Walk Hard: The Dewey Cox Story
- 2008 – Over Her Dead Body
- 2008 – Dumpad
- 2008 – Role Models (även manus)
- 2009 – Monsters vs Aliens (röst)
- 2009–2010 – Party Down (TV-serie) (manus och produktion)
- 2009 – I Love You, Man
- 2009 – Year One
- 2010 – Dinner for Schmucks
- 2010 – How Do You Know
- 2011 –  Simpsons, avsnitt Love Is a Many Strangled Thing (gäströst)
- 2011 – Our Idiot Brother
- 2011 – Bridesmaids
- 2012 – Wanderlust (även produktion)
- 2012 – The Perks of Being a Wallflower
- 2012 – This Is 40
- 2013 – Prince Avalanche
- 2013 – Almost Friends
- 2013 – Admission
- 2013 – This Is the End
- 2013 – Anchorman 2
- 2014 –  Simpsons, avsnitt Steal This Episode (gäströst)
- 2014 – They Came Together
- 2015 – Wet Hot American Summer: First Day of Camp (TV-serie)
- 2015 – Ant-Man
- 2015 – Den lille prinsen (röst)
- 2016 – The Fundamentals of Caring
- 2016 – Sausage Party (röst)
- 2016 – Nerdland (röst)
- 2016 – Captain America: Civil War
- 2017 – Fun Mom Dinner
- 2017 – Wet Hot American Summer: Ten Years Later (TV-serie)
- 2017 – Ideal Home
- 2018 – The Catcher Was a Spy
- 2018 – Mute
- 2018 – Ant-Man and the Wasp
- 2019 – Avengers: Endgame
- 2021 – What If...? (TV-serie) (röst)
- 2021 – Ghostbusters: Afterlife
- 2022 – Piff och Puff: Räddningspatrullen
- 2023 – Ant-Man and the Wasp: Quantumania
- 2023 – Teenage Mutant Ninja Turtles: Mutant Mayhem
- 2024 – Ghostbusters: Frozen City
- 2025 – Anaconda
- 2026 – Avengers: Doomsday